# Sébastien Bel
Pour les articles homonymes, voir Bel (homonymie).
Sébastien Bel, né le 27 avril 1971 à Pompey, est un rameur d'aviron français.

## Palmarès

### Championnats du monde
- 1991 à Vienne
  -  Médaille d'argent en huit poids légers
- 1992 à Montréal
  -  Médaille de bronze en quatre sans barreur poids légers
- 1995 à Tampere
  -  Médaille d'argent en deux sans barreur poids légers